# The Ataris
The Ataris – amerykański zespół punkrockowy utworzony w 1995 roku, przez wokalistę i gitarzystę Krisa Roe oraz gitarzystę Jasina Thomsona.

## Dyskografia

### Albumy studyjne
| Album                                     | Wytwórnia         | Rok wydania |
| ----------------------------------------- | ----------------- | ----------- |
| Anywhere But Here                         | Kung Fu Records   | 1997        |
| Blue Skies, Broken Hearts...Next 12 Exits | Kung Fu Records   | 1999        |
| End Is Forever                            | Kung Fu Records   | 2001        |
| So Long, Astoria                          | Columbia Records  | 2003        |
| Welcome the Night                         | Sanctuary Records | 2007        |
| The Graveyard of the Atlantic             | Paper + Plastick  | 2011        |